# Печенга (губа)
Печенга (Петсамовуоно, Петсамо-фьорд) — губа в Баренцевом море. Находится в Мурманской области (Россия) на выходе в море реки Печенга.
Длина 17 км. Ширина 1-2 км. Глубина до 118 м. Берег скалистый крутой. На берегу расположены населённые пункты Печенга и Лиинахамари. Выход губы в море располагается в 25 км от российско-норвежской границы. На выходе из губы расположен полуостров Немецкий.